# Schibengütsch
Der Schibengütsch (auch: Schibegütsch) ist eine Bergspitze im Schweizer Kanton Luzern.
Der Schibengütsch ist 2037 m ü. M. hoch und bildet das südwestliche Ende des Gebirgsstocks der Schrattenfluh. Die Schrattenfluh ist von mehreren Seiten durch Wanderwege erschlossen. Ausgangspunkte für Wanderungen sind beispielsweise aus Südosten das Salwideli, aus Südwesten das Kemmeribodenbad und aus Westen die Marbachegg.

## Name
Seinen Namen hat der Schibengütsch von der Schafalp Schibe (standarddt.: „Scheibe“) an seinem südlichen Abhang; diese wiederum hat ihren Namen auf Grund der auffallend gleichmässigen, abgeplatteten Weide- und Geröllfelder.
Bis ins 19. Jahrhundert hinein hiess der Berg Scheibenfluh; der Name Schybengütsch ist erst 1812 zum ersten Mal belegt.

## Galerie

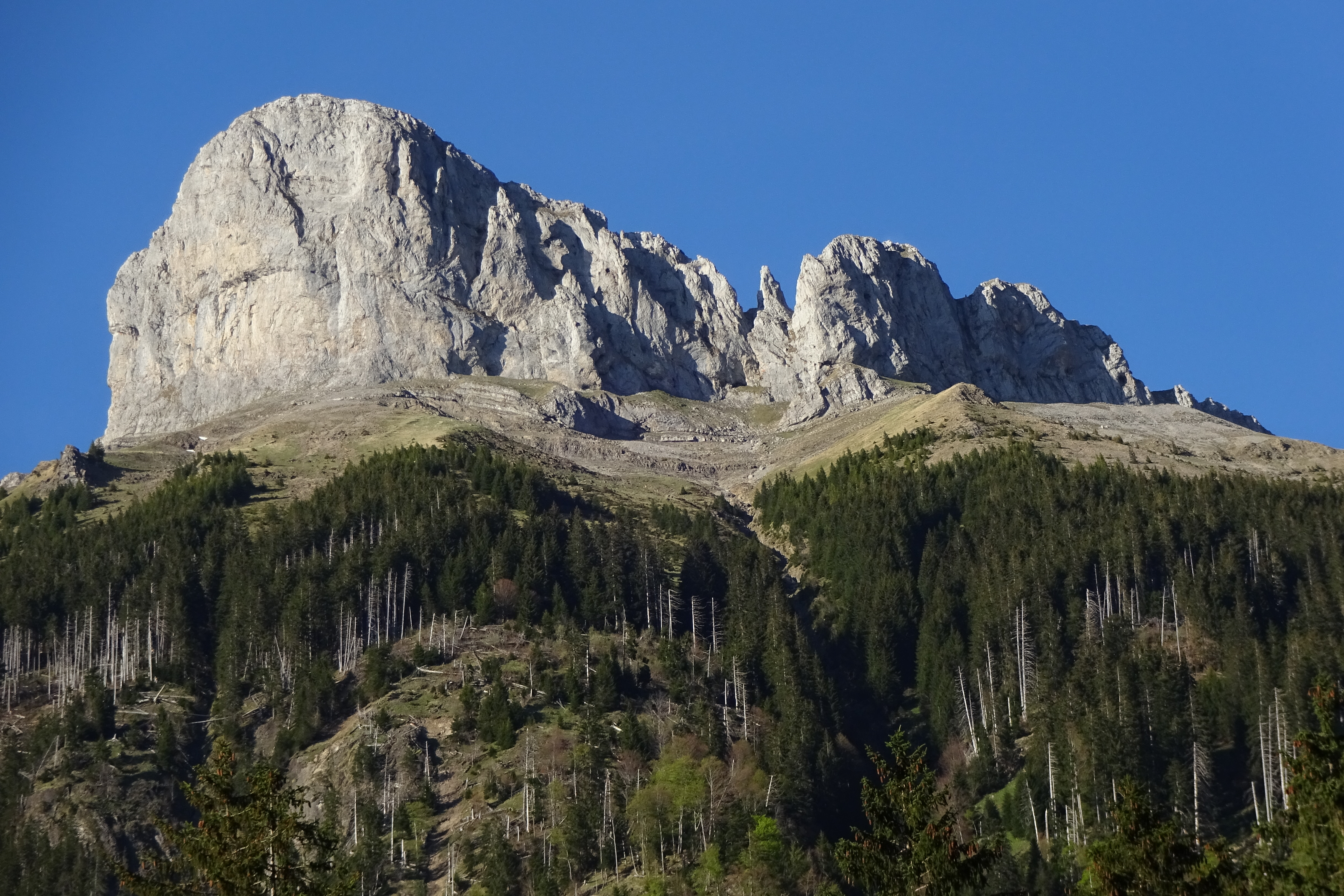
Schrattenfluh : Schibengütsch-Gipfelaufbau von Südwesten
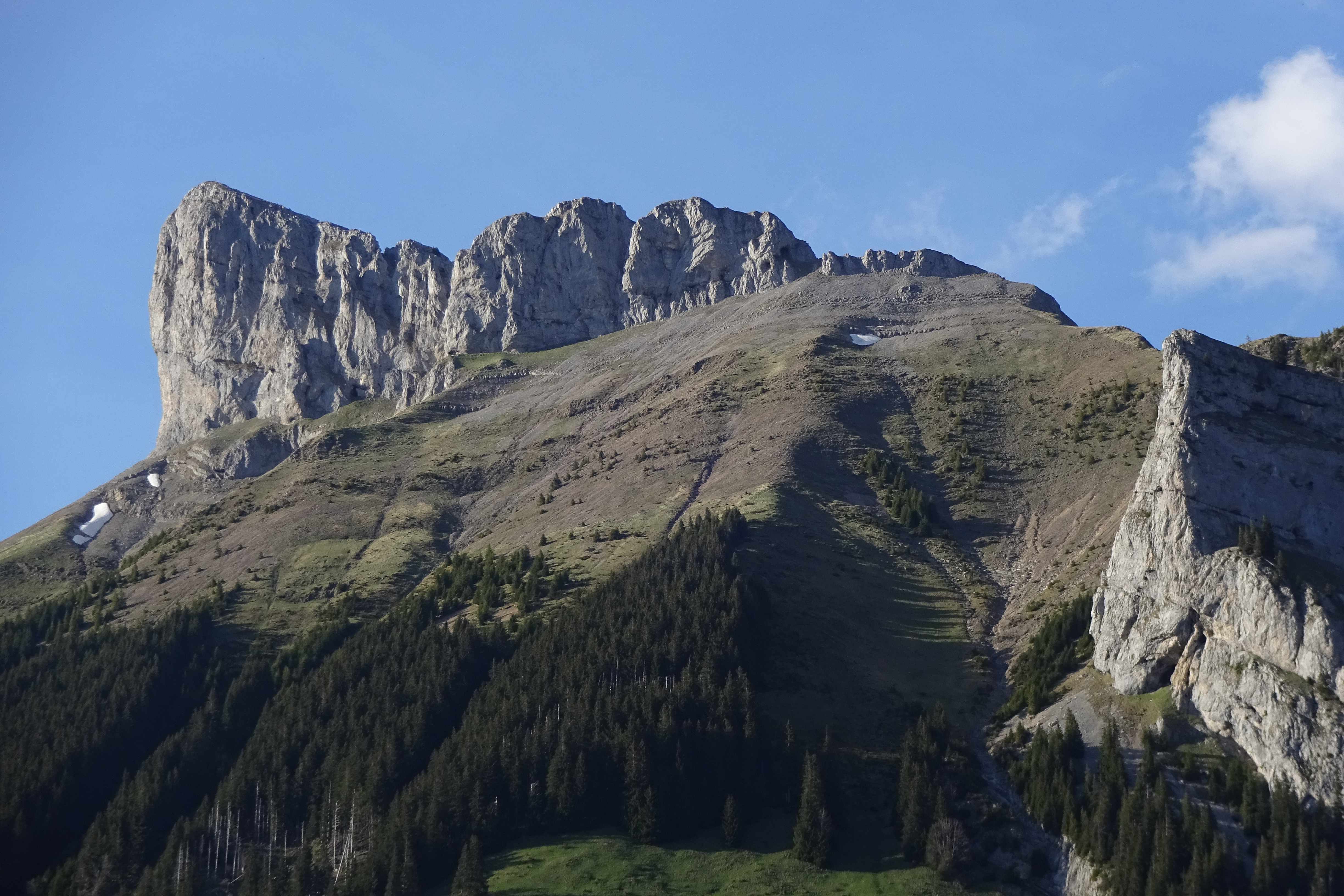
Schrattenfluh : Schibengütsch (links) & Achs (rechts) von Süden
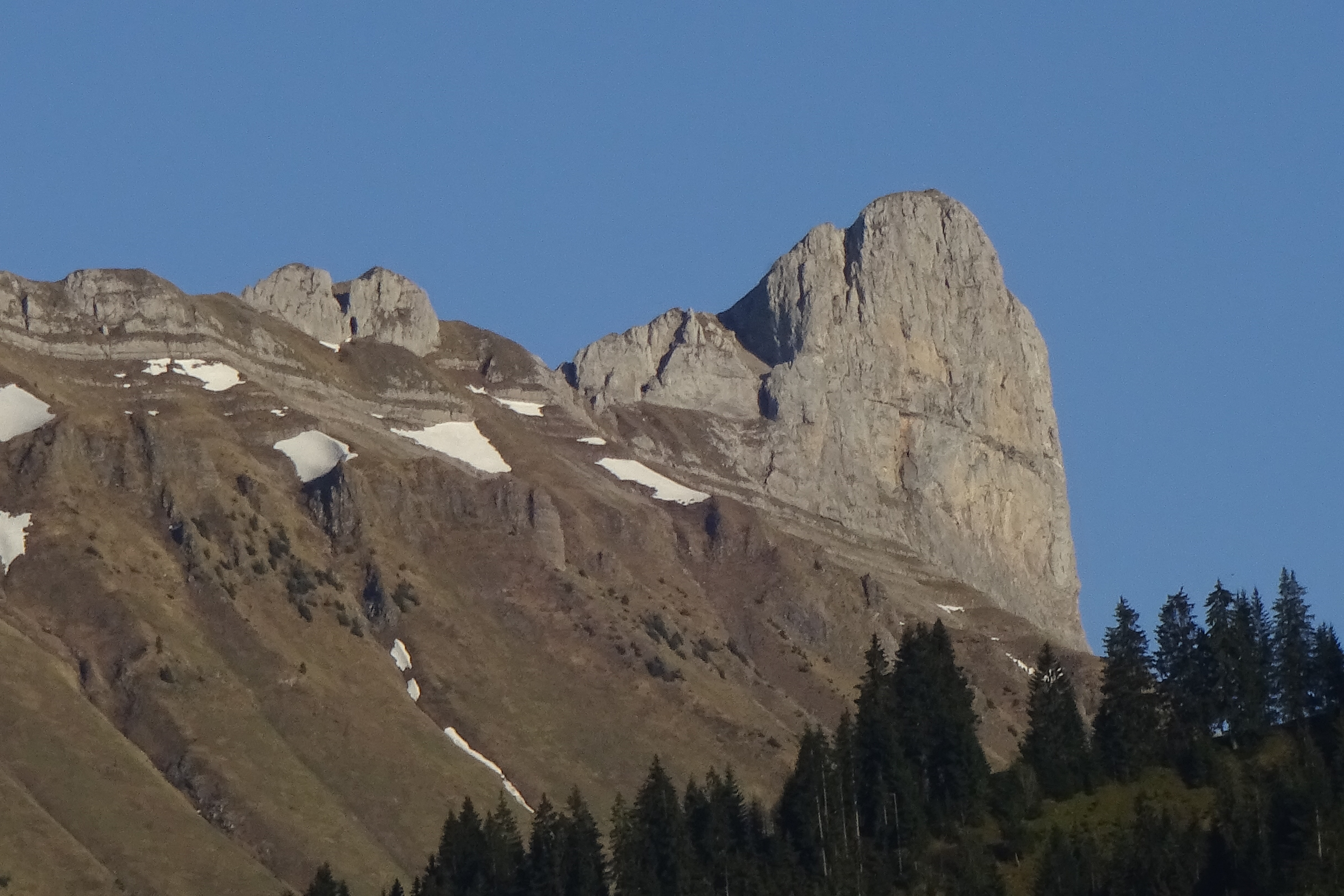
Schrattenfluh : Schibengütsch-Gipfelaufbau von Nordwesten
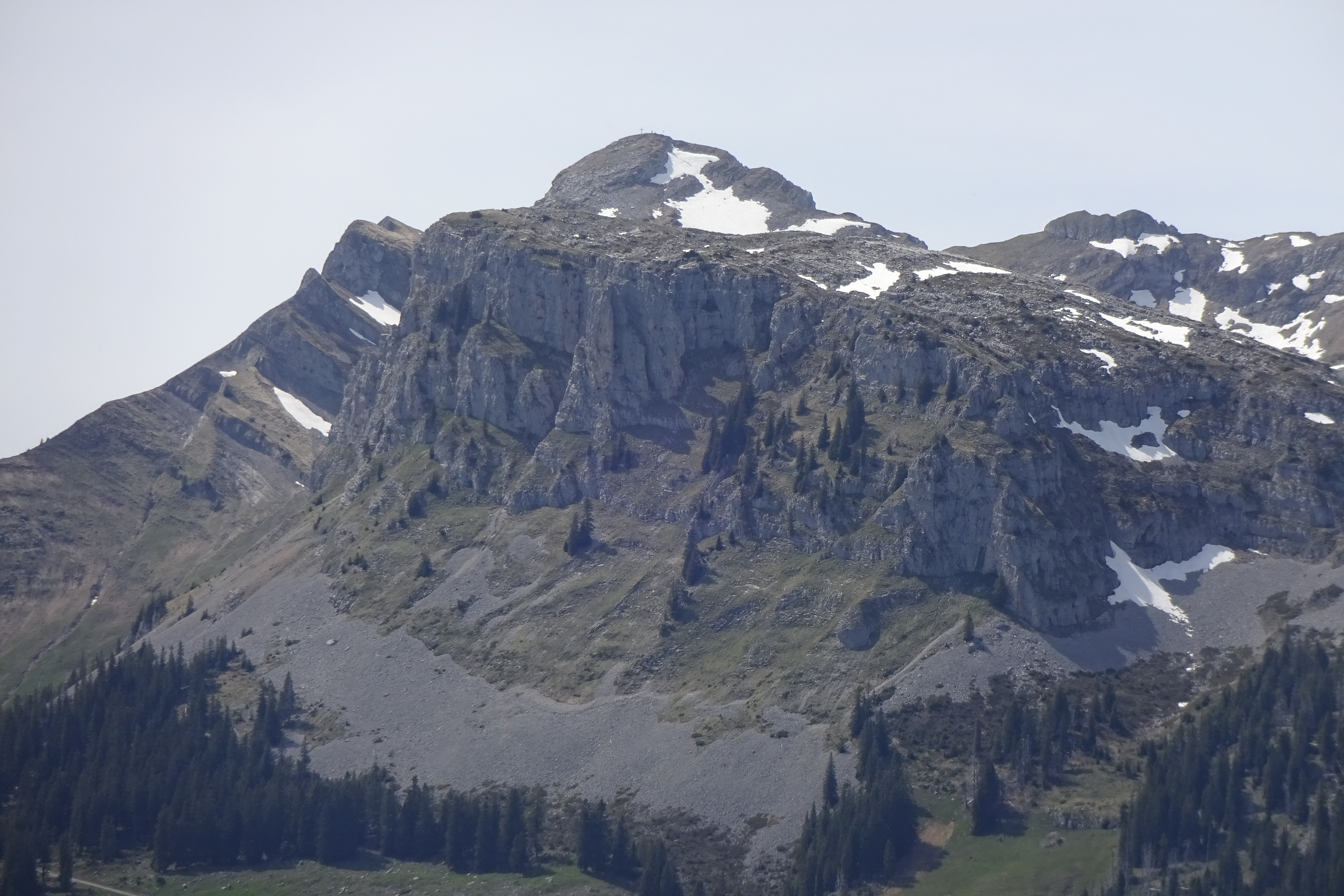
Schrattenfluh-Südostabdachung : Schibengütsch
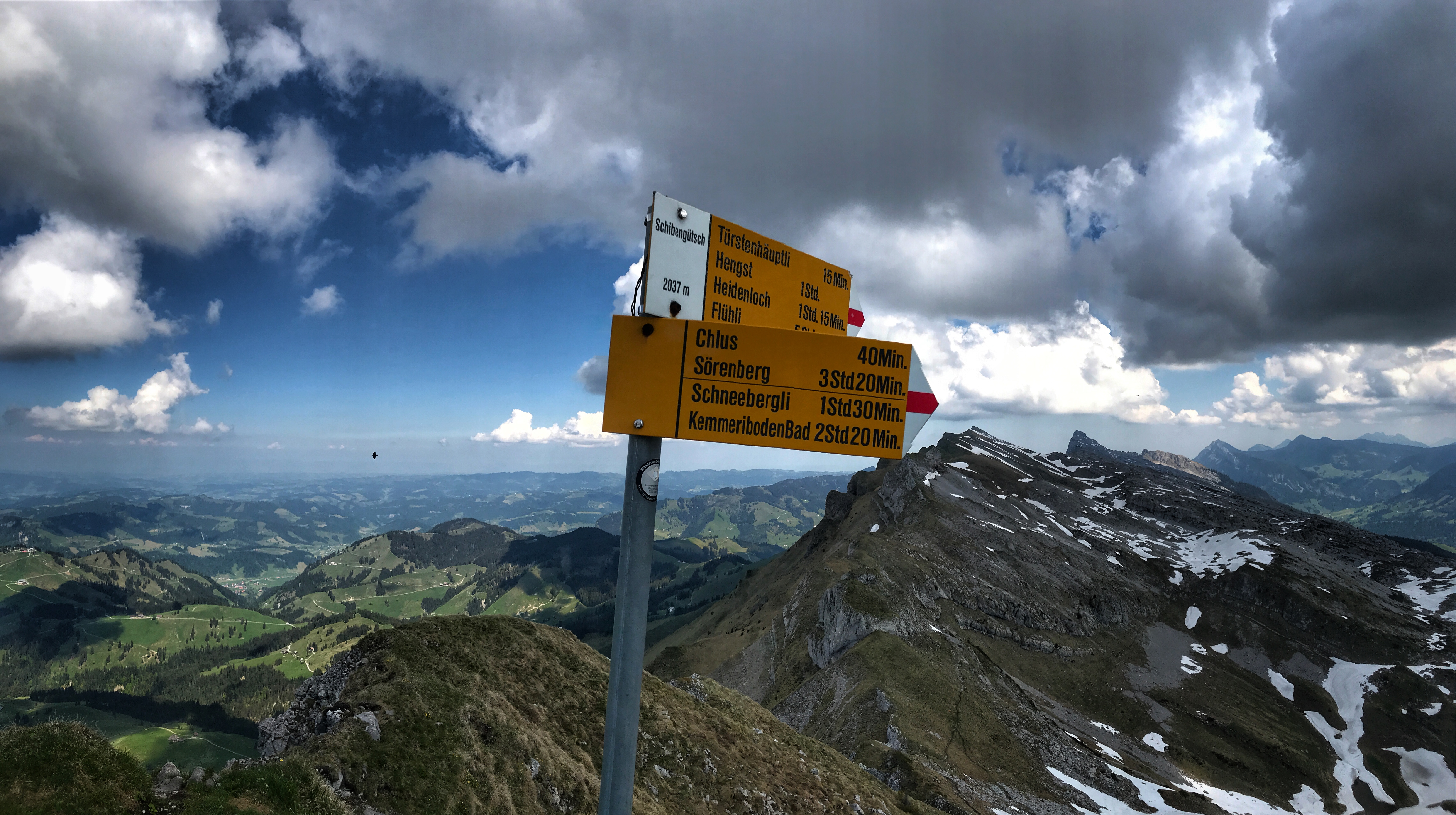
Wandertafel auf dem Gipfel mit Blick nordwärts zum Hängst
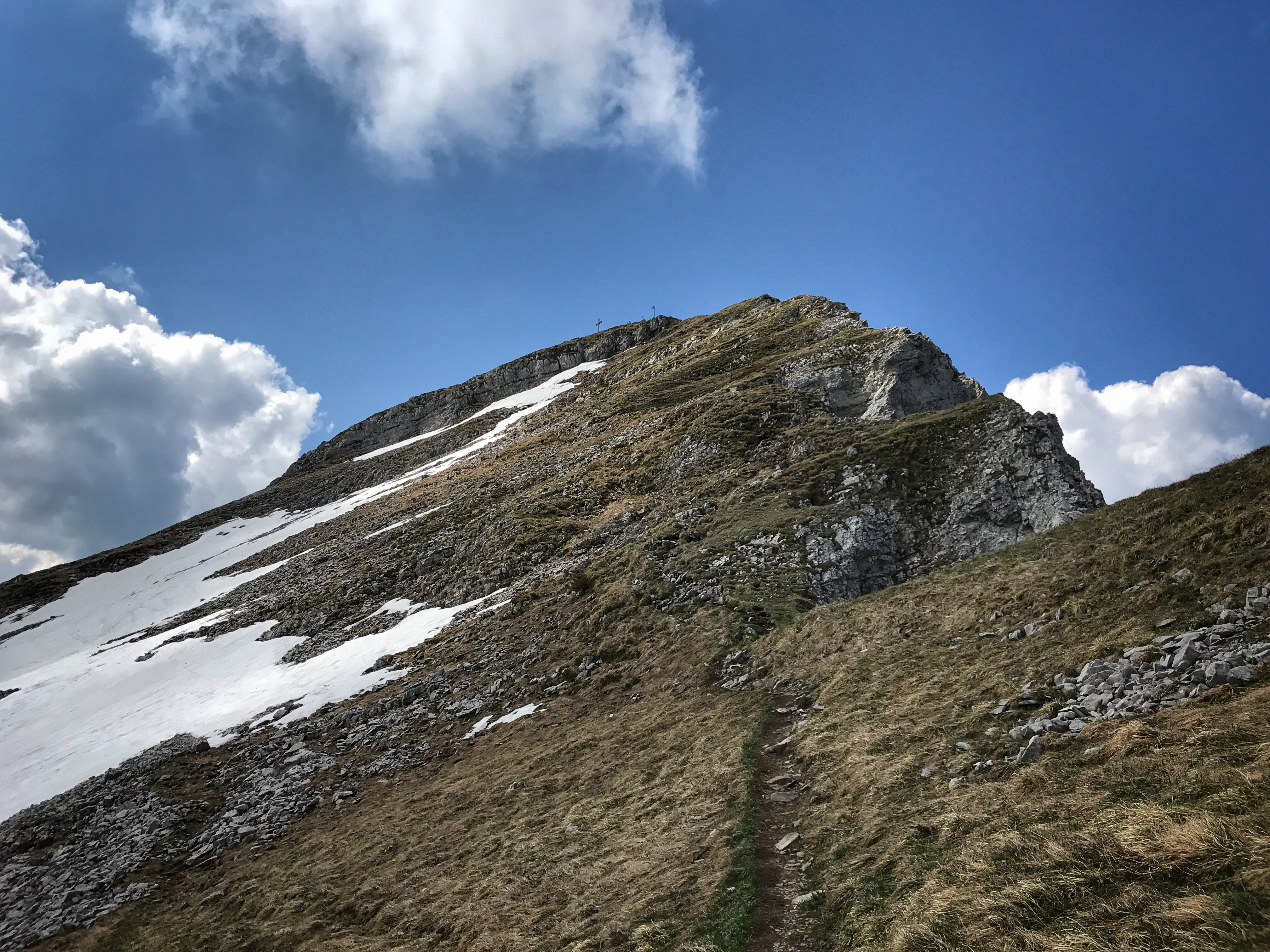
Der Gipfel
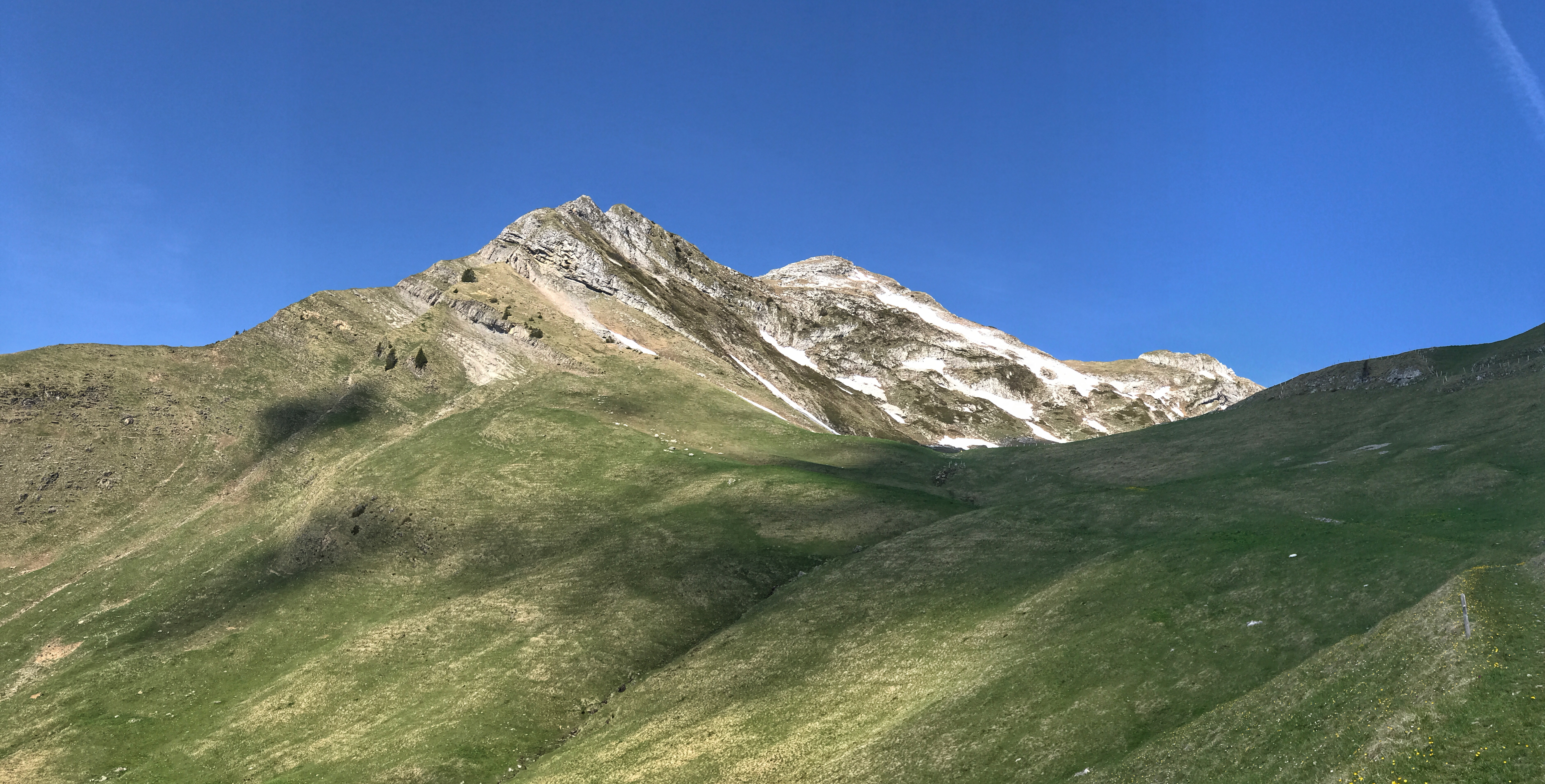
Schibengütsch vom Oberimbergli aus gesehen